# Ворожбинська волость (Сумський повіт)
Ворожбянська волость — адміністративно-територіальна одиниця Сумського повіту Харківської губернії.
На 1862 рік до складу волості входили:
- слобода Ворожба
- хутір Бибаків
- хутір Корнієнків
- хутір Череватенків
- хутір Логвинів
- хутір Малоштанів
- хутір Куликів
- хутір Воронін
- хутір Кислий
- хутір Ващенків
- хутір Мартиненків
- хутір Терещенків Перший
- хутір Бакумів
- хутір Садовників
- хутір Моргунів
- хутір Сайків
- хутір Сеталів
- хутір Скоробагатьків
- хутір Руденків
- хутір Терещенків Другий

Найбільші поселення волості станом на 1914 рік:
- Ворожба — 4301 мешканець;
- село Климівка — 2724 мешканці.

Старшиною волості був Анищенко Євфімій Іларіонович, волосним писарем — Боровик Дмитро Аврамович, головою волосного суду — Синах Федот Євдокимович.